# Jeremoabo (microregio)
Jeremoabo is een van de 32 microregio's van de Braziliaanse deelstaat Bahia. Zij ligt in de mesoregio Nordeste Baiano en grenst aan de deelstaat Sergipe in het oosten, de mesoregio Vale São Francisco da Bahia in het noorden en de microregio's Euclides da Cunha in het westen en Ribeira do Pombal in het zuiden. De microregio heeft een oppervlakte van ca. 8198 km². Midden 2004 werd het inwoneraantal geschat op 110.468.
Vijf gemeenten behoren tot deze microregio:
- Coronel João Sá
- Jeremoabo
- Pedro Alexandre
- Santa Brígida
- Sítio do Quinto

Mesoregio's: Centro-Norte Baiano · Centro-Sul Baiano · Extremo Oeste Baiano · Metropolitana de Salvador · Nordeste Baiano · Sul Baiano · Vale São-Franciscano da Bahia

Microregio's: Alagoinhas · Barra · Barreiras · Bom Jesus da Lapa · Boquira · Brumado · Catu · Cotegipe · Entre Rios · Euclides da Cunha · Feira de Santana · Guanambi · Ilhéus-Itabuna · Irecê · Itaberaba · Itapetinga · Jacobina · Jequié · Jeremoabo · Juazeiro · Livramento do Brumado · Paulo Afonso · Porto Seguro · Ribeira do Pombal · Salvador · Santa Maria da Vitória · Santo Antônio de Jesus · Seabra · Senhor do Bonfim · Serrinha · Valença · Vitória da Conquista